# Liquid Fire
«Liquid Fire» es el segundo sencillo de la banda Gojira que forma parte de L'Enfant Sauvage, su último disco hasta la fecha publicado el 26 de junio, a través de su nuevo sello, Roadrunner Records. Fue lanzado a través de la cuenta oficial de Facebook de Gojira y descargable de forma gratuita.

### Recepción de la crítica
Los patrones de batería polirrítmicos son lo más destacado cuando se habla de 'Liquid Fire', con campana, bombo y caja utilizados sin esfuerzo por Mario. Los riffs de guitarra a lo largo de la canción son bastante repetitivos, pero cuando entra el estribillo, la melodía de Joe grita y realmente resalta las mejores cualidades. "Estamos solos en esto, no nos inclinamos ante nadie", esta letra es importante para Gojira, ya que refleja cómo eligen trabajar como banda. El uso de efectos vocales siempre ha sido bien utilizado en la historia de Gojira, 'A Sight to Behold' es una pista contrastante de The Way of All Flesh que los usa.

## Lista de canciones
| N.º | Título        | Duración |  |
| 1.  | «Liquid Fire» | 4:17     |  |

## Personal
- Joe Duplantier – voz, guitarra
- Christian Andreu – guitarra
- Jean-Michel Labadie – bajo
- Mario Duplantier – batería